# Liste der Weltranglistenersten im Straßenradsport der Männer

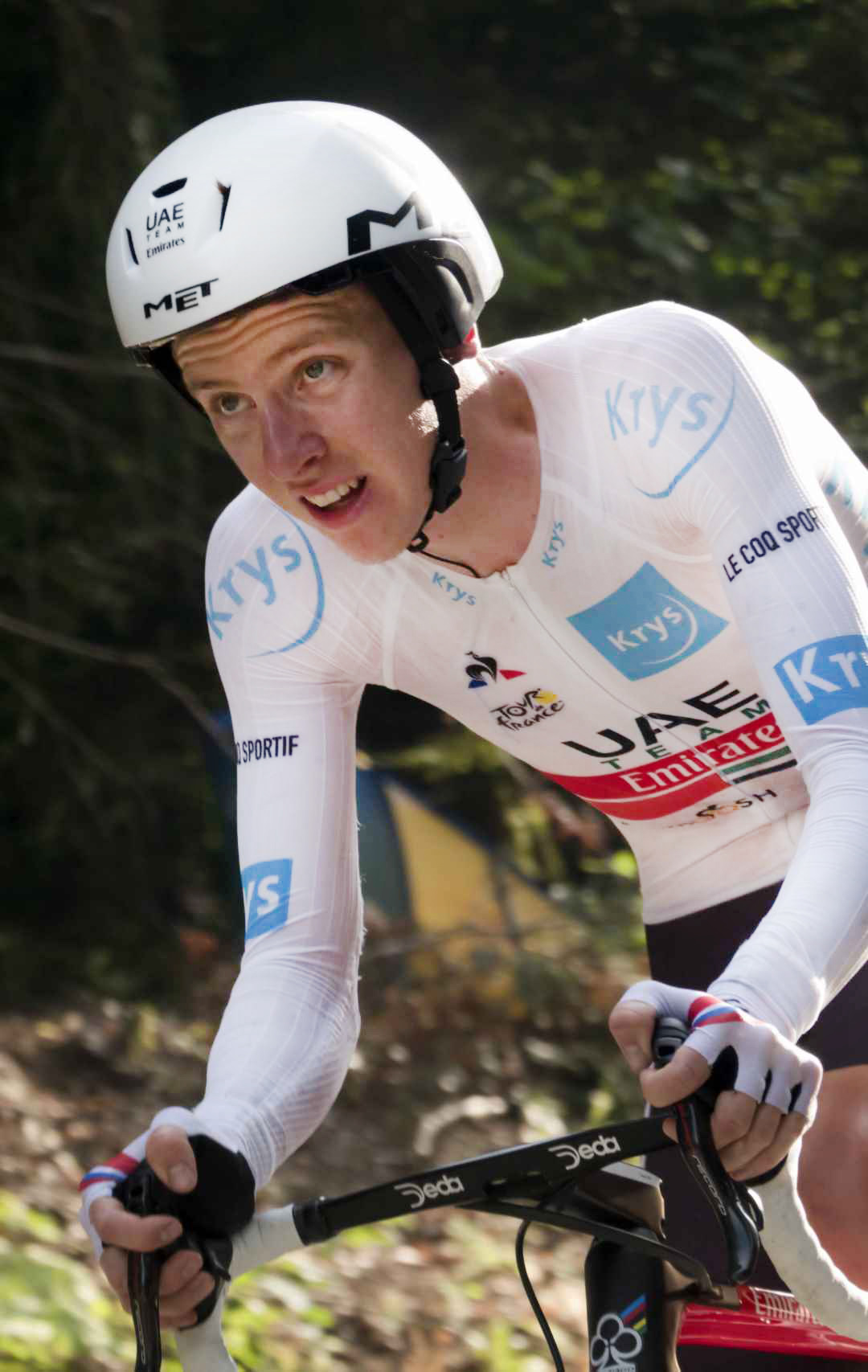
Tadej Pogačar, aktuell Führender der Weltrangliste

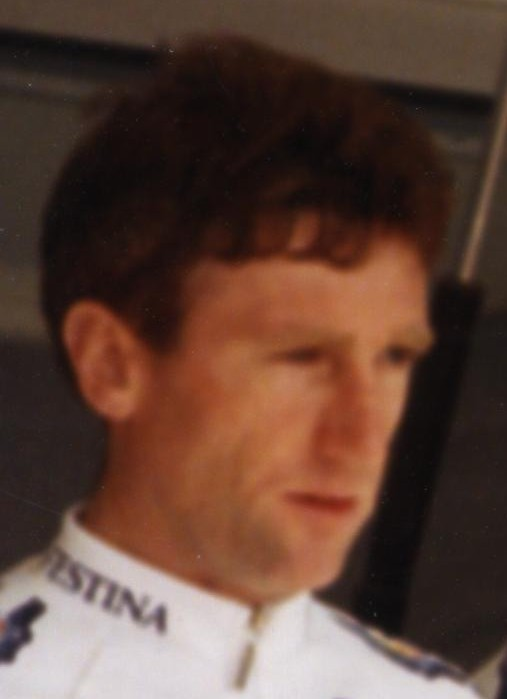
Sean Kelly führte die Weltrangliste mit über fünf Jahren solange wie kein anderer Rennfahrer an.

Die Liste der Weltranglistenersten im Straßenradsport der Männer listet alle Führenden der UCI-Weltrangliste der Männer in der Fahrerwertung von deren Einführung am 1. März 1984 bis zu ihrer Einstellung am Jahresende 2004 sowie die jeweiligen Führenden seit der Wiedereinführung am 11. Januar 2016 auf.
Die Seite führt zunächst alle Führenden der Rangliste in chronologischer Reihenfolge auf. In weiteren Tabellen werden die Weltranglistenersten zu Jahresende und die einzelnen Spieler, die die Nummer-1-Position innehatten, sortiert nach deren Tagesanzahl an der Spitze der Rangliste, dargestellt. Bei den Weltranglistenersten zu Jahresende werden auch die Führenden am Jahresende der jeweils höchstklassigen Nachfolgewertung der Weltrangliste für die Jahre 2005 bis 2015 dargestellt. Da es sich bei diesen Nachfolgewertungen um Saisonranglisten und keine 52-Wochen-Ranglisten handelte, tauchen diese Fahrer in der fortlaufenden Übersicht über die Weltranglistenersten indes nicht auf. Bei der Wiedereinführung der Weltrangliste 2016 starteten alle Fahrer mit 0 Punkten; es erfolgte insoweit keine Umrechnung der Punkte der Vorsaison, um den Weltranglistenersten zu Saisonbeginn zu ermitteln. Die Weltrangliste des Jahres 2016 berücksichtigt somit keinen 52-Wochen-Zeitraum; die entsprechenden Führenden werden gleichwohl auch in der chronologischen Übersicht aufgeführt, da sie offiziell Weltranglistenerste waren.
Insgesamt hatten 24 Rennfahrer die Spitzenposition der Weltrangliste inne. Erster Weltranglistenerster war der Ire Sean Kelly, der die Nr.-1-Position mit über 271 Wochen über fünf Jahre in Folge behielt, was den Rekord sowohl für Wochen in Folge an der Weltranglistenspitze als auch absolut darstellt. Letzter Weltranglistenerster vor der Einstellung der Weltrangliste zugunsten der neuen Wertungen der UCI ProTour und UCI Continental Circuits zum 31. Dezember 2004 war der Italiener Damiano Cunego. Erster Weltranglistenerster nach der Wiedereinführung im Jahr 2016 war der Neuseeländer Jason Christie. Aktueller Führender der Wertung ist der Slowene Tadej Pogačar.
Mit Jan Ullrich und Erik Zabel sowie Tony Rominger und Alex Zülle belegten je zwei deutsche und Schweizer Radrennfahrer die Spitzenposition der Weltrangliste.

## Weltranglistenerste im Jahresverlauf
Weltranglistenerste seit 2016
- Nr.: Gibt an, der wievielte Athlet an der Weltranglistenspitze der Fahrer war.
- Nat.: Gibt die Nationalität des Fahrers an.
- Fahrer: Gibt den Namen des Fahrers an. Kursiv dargestellte Fahrernamen bedeuten, dass der Weltrangliste zu keinem Zeitpunkt innerhalb betreffenden Serie ein 52-Wochen-Zeitraum zu Grunde lag.
- von: Gibt den Tag an, an dem der Fahrer die Nr.-1-Position erreichte.
- bis: Gibt den Tag an, an dem der Fahrer innerhalb der jeweiligen Serie letztmals Führender der Weltrangliste war.
- Wochen: Gibt die Anzahl der Wochen (teils gerundet) an, die der Fahrer während der jeweiligen Serie die Weltrangliste anführte.

| Nr. | Nat.                   | Fahrer               | von                | bis                | Wochen | Quelle |
| --- | ---------------------- | -------------------- | ------------------ | ------------------ | ------ | ------ |
| 1   | Irland                 | Sean Kelly           | 1. März 1984       | 14. Mai 1989       | 271,6  | [ 2 ]  |
| 2   | Frankreich             | Charly Mottet        | 15. Mai 1989       | 22. Juli 1989      | 9,9    | [ 2 ]  |
| 3   | Frankreich             | Laurent Fignon       | 23. Juli 1989      | 5. August 1989     | 2      | [ 2 ]  |
|     | Frankreich             | Charly Mottet        | 6. August 1989     | 29. September 1989 | 7,9    | [ 2 ]  |
|     | Frankreich             | Laurent Fignon       | 30. September 1989 | 5. Juni 1990       | 35,6   | [ 2 ]  |
| 4   | Italien                | Gianni Bugno         | 6. Juni 1990       | 15. Juni 1991      | 53,6   | [ 2 ]  |
| 5   | Italien                | Claudio Chiappucci   | 16. Juni 1991      | 29. Juni 1991      | 2      | [ 2 ]  |
|     | Italien                | Gianni Bugno         | 30. Juni 1991      | 13. Juni 1992      | 50     | [ 2 ]  |
| 6   | Spanien                | Miguel Indurain      | 14. Juni 1992      | 11. Juni 1994      | 104    | [ 2 ]  |
| 7   | Schweiz                | Tony Rominger        | 12. Juni 1994      | 24. September 1995 | 67,1   | [ 2 ]  |
| 8   | Frankreich             | Laurent Jalabert     | 25. September 1995 | 9. Oktober 1996    | 54,4   | [ 2 ]  |
| 9   | Schweiz                | Alex Zülle           | 10. Oktober 1996   | 26. Oktober 1996   | 2,4    | [ 2 ]  |
|     | Frankreich             | Laurent Jalabert     | 27. Oktober 1996   | 8. März 1997       | 19     | [ 2 ]  |
|     | Schweiz                | Alex Zülle           | 9. März 1997       | 5. April 1997      | 4      | [ 2 ]  |
|     | Frankreich             | Laurent Jalabert     | 6. April 1997      | 9. Oktober 1998    | 78,9   | [ 2 ]  |
| 10  | Italien                | Michele Bartoli      | 10. Oktober 1998   | 5. Juni 1999       | 34,1   | [ 2 ]  |
|     | Frankreich             | Laurent Jalabert     | 6. Juni 1999       | 3. Juni 2000       | 52     | [ 2 ]  |
| 11  | Italien                | Francesco Casagrande | 4. Juni 2000       | 19. August 2000    | 11     | [ 2 ]  |
| 12  | Deutschland            | Jan Ullrich          | 20. August 2000    | 16. September 2000 | 4      | [ 2 ]  |
|     | Italien                | Francesco Casagrande | 17. September 2000 | 9. Juni 2001       | 38     | [ 2 ]  |
| 13  | Italien                | Davide Rebellin      | 10. Juni 2001      | 30. Juni 2001      | 3      | [ 2 ]  |
| 14  | Vereinigte Staaten     | Lance Armstrong      | 1. Juli 2001       | 29. September 2001 | 13     | [ 2 ]  |
| 15  | Deutschland            | Erik Zabel           | 30. September 2001 | 23. März 2002      | 25     | [ 2 ]  |
| 16  | Niederlande            | Erik Dekker          | 24. März 2002      | 6. April 2002      | 2      | [ 2 ]  |
|     | Deutschland            | Erik Zabel           | 7. April 2002      | 22. März 2003      | 50     | [ 2 ]  |
| 17  | Italien                | Paolo Bettini        | 23. März 2003      | 5. April 2003      | 2      | [ 3 ]  |
|     | Deutschland            | Erik Zabel           | 6. April 2003      | 28. Juni 2003      | 12     | [ 4 ]  |
|     | Italien                | Paolo Bettini        | 29. Juni 2003      | 4. Oktober 2003    | 14     | [ 5 ]  |
|     | Deutschland            | Erik Zabel           | 5. Oktober 2003    | 11. Oktober 2003   | 1      | [ 6 ]  |
|     | Italien                | Paolo Bettini        | 12. Oktober 2003   | 21. Februar 2004   | 19     | [ 7 ]  |
|     | Deutschland            | Erik Zabel           | 22. Februar 2004   | 8. Mai 2004        | 11     | [ 8 ]  |
|     | Italien                | Paolo Bettini        | 9. Mai 2004        | 29. Mai 2004       | 3      | [ 9 ]  |
|     | Deutschland            | Erik Zabel           | 30. Mai 2004       | 26. Juni 2004      | 4      | [ 10 ] |
| 18  | Italien                | Alessandro Petacchi  | 27. Juni 2004      | 24. Juli 2004      | 4      | [ 11 ] |
|     | Deutschland            | Erik Zabel           | 25. Juli 2004      | 14. August 2004    | 3      | [ 12 ] |
|     | Italien                | Paolo Bettini        | 15. August 2004    | 2. Oktober 2004    | 7      | [ 13 ] |
|     | Deutschland            | Erik Zabel           | 3. Oktober 2004    | 9. Oktober 2004    | 1      | [ 14 ] |
|     | Italien                | Paolo Bettini        | 10. Oktober 2004   | 16. Oktober 2004   | 1      | [ 15 ] |
| 19  | Italien                | Damiano Cunego       | 17. Oktober 2004   | 31. Dezember 2004  | 10,9   | [ 16 ] |
|     |                        | –                    | 1. Januar 2005     | 10. Januar 2016    |        |        |
| 20  | Neuseeland             | Jason Christie       | 11. Januar 2016    | 24. Januar 2016    | 2      |        |
| 21  | Australien             | Simon Gerrans        | 25. Januar 2016    | 13. März 2016      | 7      |        |
| 22  | Australien             | Richie Porte         | 14. März 2016      | 20. März 2016      | 1      |        |
| 23  | Belgien                | Greg Van Avermaet    | 21. März 2016      | 27. März 2016      | 1      |        |
| 24  | Slowakei               | Peter Sagan          | 28. März 2016      | 9. April 2017      | 54     |        |
|     | Belgien                | Greg Van Avermaet    | 10. April 2017     | 3. März 2018       | 47     |        |
| 25  | Vereinigtes Konigreich | Chris Froome         | 4. März 2018       | 14. April 2018     | 5      |        |
|     | Slowakei               | Peter Sagan          | 15. April 2018     | 26. Mai 2018       | 5      |        |
|     | Vereinigtes Konigreich | Chris Froome         | 27. Mai 2018       | 21. Juli 2018      | 8      |        |
|     | Slowakei               | Peter Sagan          | 22. Juli 2018      | 22. September 2018 | 9      |        |
| 26  | Spanien                | Alejandro Valverde   | 23. September 2018 | 23. März 2019      | 26     |        |
| 27  | Frankreich             | Julian Alaphilippe   | 24. März 2019      | 14. September 2019 | 25     |        |
| 28  | Slowenien              | Primož Roglič        | 15. September 2019 | 17. März 2020      | 26     |        |
|     |                        | (Primož Roglič)      | 18. März 2020      | 10. August 2020    |        |        |
|     | Slowenien              | Primož Roglič        | 11. August 2020    | 26. Oktober 2020   | 11     |        |
| 29  | Slowenien              | Tadej Pogačar        | 27. Oktober 2020   | 9. November 2020   | 2      |        |
|     | Slowenien              | Primož Roglič        | 10. November 2020  | 19. Juli 2021      | 36     |        |
|     | Slowenien              | Tadej Pogačar        | 20. Juli 2021      | 13. September 2021 | 8      |        |
| 30  | Belgien                | Wout van Aert        | 14. September 2021 | 27. September 2021 | 2      |        |
|     | Slowenien              | Tadej Pogačar        | 28. September 2021 | aktuell            | 172    |        |

Stand: 14. Januar 2025

## Weltranglistenerste am Saisonende
Anmerkung: Die Zahl in Klammern hinter dem Fahrernamen gibt an, zum wievielten Mal der Fahrer zum jeweiligen Zeitpunkt eine Saison an der Weltranglistenspitze beenden konnte. Die Sieger der Saisonwertungen, denen kein 52-Wochen-System zugrunde lag und die nicht sämtliche UCI-Rennen umfassten, sind in kursiver Schrift dargestellt.
| Jahr | Fahrer              | Jahr | Fahrer               | Jahr | Fahrer                   | Jahr | Fahrer                 |
| ---- | ------------------- | ---- | -------------------- | ---- | ------------------------ | ---- | ---------------------- |
| 1984 | Sean Kelly          | 1995 | Laurent Jalabert     | 2006 | Alejandro Valverde 1     | 2017 | Greg Van Avermaet      |
| 1985 | Sean Kelly (2)      | 1996 | Laurent Jalabert (2) | 2007 | Cadel Evans 1            | 2018 | Alejandro Valverde (5) |
| 1986 | Sean Kelly (3)      | 1997 | Laurent Jalabert (3) | 2008 | Alejandro Valverde 1 (2) | 2019 | Primož Roglič          |
| 1987 | Sean Kelly (4)      | 1998 | Michele Bartoli      | 2009 | Alberto Contador 2       | 2020 | Primož Roglič (2)      |
| 1988 | Sean Kelly (5)      | 1999 | Laurent Jalabert (4) | 2010 | Joaquim Rodríguez 2      | 2021 | Tadej Pogačar          |
| 1989 | Laurent Fignon      | 2000 | Francesco Casagrande | 2011 | Philippe Gilbert 3       | 2022 | Tadej Pogačar (2)      |
| 1990 | Gianni Bugno        | 2001 | Erik Zabel           | 2012 | Joaquim Rodríguez 3 (2)  | 2023 | Tadej Pogačar (3)      |
| 1991 | Gianni Bugno (2)    | 2002 | Erik Zabel (2)       | 2013 | Joaquim Rodríguez 3 (3)  | 2024 | Tadej Pogačar (4)      |
| 1992 | Miguel Indurain     | 2003 | Paolo Bettini        | 2014 | Alejandro Valverde 3 (3) |      |                        |
| 1993 | Miguel Indurain (2) | 2004 | Damiano Cunego       | 2015 | Alejandro Valverde 3 (4) |      |                        |
| 1994 | Tony Rominger       | 2005 | Danilo Di Luca 1     | 2016 | Peter Sagan              |      |                        |

## Fahrer nach Wochen an der Weltranglistenspitze
- Nr.: Gibt die Platzierung des Fahrers in der Liste an.
- Nat.: Gibt die Nationalität des Fahrers an.
- Fahrer: Gibt den Namen des Fahrers an. Der aktuelle Führende ist farblich hervorgehoben. Kursiv dargestellte Fahrernamen bedeuten, dass der Fahrer die Weltrangliste ausschließlich zu Zeitpunkten anführte, als dieser kein 52-Wochen-Zeitraum zu Grunde lag.
- erstmals am: Gibt das Datum an, an welchem der Fahrer erstmals an der Spitze der Weltrangliste stand.
- Wochen: Gibt die Anzahl der Wochen (teils gerundet) an, die der Fahrer insgesamt an der Spitze der Weltrangliste stand. Nach diesem Wert richtet sich auch die Platzierung in der Tabelle.
- Serie: Gibt die Anzahl der Wochen (teils gerundet) an, die der Fahrer während seiner längsten Serie ununterbrochen an der Weltranglistenspitze stand.

| Nr. | Nat.                   | Fahrer               | erstmals am        | Wochen | Serie |
| --- | ---------------------- | -------------------- | ------------------ | ------ | ----- |
| 1.  | Irland                 | Sean Kelly           | 1. März 1984       | 271,6  | 271,6 |
| 2.  | Frankreich             | Laurent Jalabert     | 25. September 1995 | 204,3  | 78,9  |
| 3.  | Slowenien              | Tadej Pogačar        | 27. Oktober 2020   | 182    | 172   |
| 4.  | Deutschland            | Erik Zabel           | 30. September 2001 | 107    | 50    |
| 5.  | Spanien                | Miguel Indurain      | 14. Juni 1992      | 104    | 104   |
| 6.  | Italien                | Gianni Bugno         | 6. Juni 1990       | 103,6  | 53,6  |
| 7.  | Slowenien              | Primož Roglič        | 15. September 2019 | 73     | 36    |
| 8.  | Slowakei               | Peter Sagan          | 28. März 2016      | 68     | 54    |
| 9.  | Schweiz                | Tony Rominger        | 12. Juni 1994      | 67,1   | 67,1  |
| 10. | Italien                | Francesco Casagrande | 4. Juni 2000       | 49     | 38    |
| 11. | Belgien                | Greg Van Avermaet    | 21. März 2016      | 48     | 47    |
| 12. | Italien                | Paolo Bettini        | 23. März 2003      | 46     | 19    |
| 13. | Frankreich             | Laurent Fignon       | 23. Juli 1989      | 37,6   | 35,6  |
| 14. | Italien                | Michele Bartoli      | 10. Oktober 1998   | 34,1   | 34,1  |
| 15. | Spanien                | Alejandro Valverde   | 23. September 2018 | 26     | 26    |
| 16. | Frankreich             | Julian Alaphilippe   | 24. März 2019      | 25     | 25    |
| 17. | Frankreich             | Charly Mottet        | 15. Mai 1989       | 17,7   | 9,9   |
| 18. | Vereinigte Staaten     | Lance Armstrong      | 1. Juli 2001       | 13     | 13    |
| 18. | Vereinigtes Konigreich | Chris Froome         | 4. März 2018       | 13     | 8     |
| 20. | Italien                | Damiano Cunego       | 17. Oktober 2004   | 10,9   | 10,9  |
| 21. | Australien             | Simon Gerrans        | 25. Januar 2016    | 7      | 7     |
| 22. | Schweiz                | Alex Zülle           | 10. Oktober 1996   | 6,4    | 4     |
| 23. | Italien                | Alessandro Petacchi  | 27. Juni 2004      | 4      | 4     |
| 23. | Deutschland            | Jan Ullrich          | 20. August 2000    | 4      | 4     |
| 25. | Italien                | Davide Rebellin      | 10. Juni 2001      | 3      | 3     |
| 26. | Italien                | Claudio Chiappucci   | 16. Juni 1991      | 2      | 2     |
| 26. | Neuseeland             | Jason Christie       | 11. Januar 2016    | 2      | 2     |
| 26. | Niederlande            | Erik Dekker          | 24. März 2002      | 2      | 2     |
| 26. | Belgien                | Wout van Aert        | 14. September 2021 | 2      | 2     |
| 30. | Australien             | Richie Porte         | 14. März 2016      | 1      | 1     |

Stand: 14. Januar 2025